# 나가미 사다치카
나가미 사다치카(일본어: 永見 貞愛 ながみ さだちか[*], 덴쇼 2년 2월 8일 (1574년 3월 1일) - 게이초 9년 11월 16일 (1605년 1월 5일))는 아즈치모모야마 시대부터 에도 시대 초기의 사람이다. 치류 신사 32대 신주이다.

## 약력
도쿠가와 이에야스의 차남 유우키 히데야스의 쌍둥이 형제로 여겨진다.
당시에는 <짐승보다 못한 쌍둥이 배(犬畜生と同じ双子腹)>가 꺼림칙하고 미움을 받고 있었기 때문에, 이에야스로부터 친자로 인정받지 못했고, 그는 요절한 것으로 하고 어머니 (쵸쇼인)의 친정인 나가미가에 맡겨져 그곳에서 그대로 자랐다. 나가미씨로 자란 사다치카는 치류 신사의 신직을 큰아버지 나가미 사다치카로부터 물려받았으나, 게이초 9년 11월 16일에 31세의 나이로 사망했다. 만년에는 다리가 불편했다고 전해진다. 3년 후에는 형 히데야스도 세상을 떠났다.
아내로는 나가미 사다치카의 딸로, 자식으로는 나가미 사다야스가 있다.

## 참고 문헌
- 『신편 치류시사 (新編　知立市史)』 3　사료편 원시・고대・중세
- 『신편 치류시사 (新編　知立市史)』 4　사료편 근세
- 『나가미씨계보』